# Église Saint-Michel de Souvigné
L'église Saint-Michel est une église située sur le territoire de Souvigné dans le département français d'Indre-et-Loire et la région Centre-Val de Loire.